# Alice in the Wooly West
Alice in the Wooly West é um curta-metragem de animação estadunidense de 1926, lançado como parte da série Alice Comedies.